# 沈静思
沈 静思（しん せいし、Shen Jingsi、女性、1989年5月3日 - ）は、中国のバレーボール選手。ポジションはセッター。中国代表。

## 来歴
2009年、中国代表に初選出され、同年の中国国際で代表デビューを飾った。2010年、アジア競技大会で金メダルを獲得した。
2013年には正セッターを務め、ワールドグランプリで銀メダルを獲得した。2013-14シーズンに所属した広東恒大では世界クラブ選手権で銅メダルを獲得し、自身もベストセッター賞を受賞した。

## 球歴
- 世界選手権 - 2010年、2014年（銀メダル）
- ワールドカップ - 2015年（金メダル）
- アジア選手権 - 2009年、2013年、2015年（優勝）
- ワールドグランプリ - 2009年、2013年、2014年

## 受賞歴
- 2013年世界クラブ選手権 ベストセッター賞
- 2015年アジア選手権 ベストセッター

## 所属クラブ
- 八一女子排球